# María José Mainar
María José Mainar Puchol es una empresaria española y defensora de los derechos de las mujeres en el mundo empresarial. Es conocida por su papel activo en la promoción de la igualdad de género y sus contribuciones a diversas organizaciones y asociaciones. Fue fundadora y presidenta de la Asociación de Empresarias y Profesionales de Valencia (EVAP). Desde 2018, es la primera mujer vicepresidenta de la Cámara de Comercio de Valencia en los cien años de historia de la entidad.

## Trayectoria
Mainar se licenció en Ciencias Económicas en la Universidad de Valencia. En 1996, se convirtió en directora asociada de la empresa de estudios de mercado Eratema, donde introdujo la conciliación laboral y familiar. También es socia fundadora de Mainar Marketing, dedicada a la investigación de mercado, disciplina a la que se ha dedicado durante más de 20 años.
De 2002 a 2011, fue la presidenta de la Asociación de Empresarias y Profesionales de Valencia (EVAP) y presidenta de BPW Spain (Business Professional Women) de 2013 a 2018, federación que forma parte de BPW International, la asociación de mujeres empresarias más antigua del mundo, implantada en más de 100 países de los 5 continentes, con representación en Naciones Unidas y en el Consejo Europeo. Durante su presidencia, destacó por su defensa de los derechos de las mujeres y su compromiso con la igualdad de género en el ámbito empresarial.
En 2018, se convirtió en vicepresidenta de la Cámara de Comercio de Valencia y presidenta de la Comisión de Digitalización, siendo la primera mujer en ocupar ese puesto en los cien años de historia de la entidad, y donde ha promovido la digitalización como una herramienta para lograr la igualdad de género y el empoderamiento de la mujer. También ha colaborado con la Generalidad Valenciana especialmente para fomentar cuatro áreas: la internacionalización de las empresas, el fomento de la competitividad, el apoyo al comercio y la formación empresarial.
Mainar, siendo presidenta de la Comisión de Transformación Digital de la Cámara de Comercio de Valencia, en marzo de 2023 moderó en Nueva York una jornada sobre la digitalización para la igualdad de género y el empoderamiento de la mujer. Los temas escogidos para esta jornada fueron la innovación, el cambio tecnológico y la educación en la era digital.

## Reconocimientos
Mainar ha sido reconocida en múltiples ocasiones por su labor. Ha recibido diversos premios por su contribución al empoderamiento de las mujeres en el ámbito empresarial. Además, es Presidenta de Honor de la Asociación de Empresarias y Profesionales de Valencia (EVAP), de la que fue una de las fundadoras. Y, en 2018, fue nombrada madrina de honor de la sede de la EVAP en Ceuta, número 18 de España.

## Obra
- 2000 – La investigación en marketing. (págs. 243-258) ISBN 84-8211-281-3.[10]